# NGC 5711
NGC 5711 је спирална галаксија у сазвежђу Волар која се налази на NGC листи објеката дубоког неба.
Деклинација објекта је + 19° 59' 26" а ректасцензија 14h 39m 22,5s. Привидна величина (магнитуда) објекта NGC 5711 износи 14,1 а фотографска магнитуда 15,0. NGC 5711 је још познат и под ознакама UGC 9445, MCG 3-37-33, CGCG 104-62, IRAS 14370+2012, PGC 52376.